# 粗毛楤木
粗毛楤木（学名：Aralia searelliana）为五加科楤木属的植物，为中国的特有植物。分布在中国大陆的云南等地，生长于海拔1,400米至2,400米的地区，见于森林下，目前尚未由人工引种栽培。